# 日本ウインドサーフィン連盟
一般社団法人日本ウインドサーフィン協会（にほんウインドサーフィンきょうかい、Japan Windsurfing Association, JWA）は、日本でのウィンドサーフィンの普及を目指す団体であり、国際セーリング連盟、国際ウインドサーフィン協会、日本セーリング連盟に加盟している。

## 大会
- FWクラス全日本選手権大会
- ミストラルクラス全日本選手権

## 加盟団体
- 日本学生ボードセイリング連盟